# Elfströmska huset
Elfströmska huset är ett hus i Sundsvalls stenstad, i kvarteret Bacchus. Huset ritades och uppfördes 1911 efter ritningar av arkitekten Edvard Bernhard. Husets byggherre, Carl Otto Elfström var stadsläkaren och hade såväl sin bostad som sin praktik i huset.
Elfströmska huset byggnadsminnesförklarades den 29 november 1985.